# Branko Lazarević
Pour les articles homonymes, voir Lazarević (homonymie).
Branko Lazarević (né le 14 mai 1984 à Gračanica, en Bosnie-Herzégovine) est un footballeur serbe. Il évolue au poste de défenseur central du début des années 2000 au milieu des années 2010.
Formé au FK Vojvodina, il joue ensuite au ČSK Pivara, à l'OFK Belgrade avant de terminer sa carrière au SM Caen.
Il dispute avec la Serbie-et-Monténégro olympique les Jeux olympiques de 2004.

## Biographie
Formé au FK Vojvodina, il est sélectionné à cinq reprises en équipe de Serbie espoirs entre 2003 et 2005. Décrit comme un patron de défense, solide physiquement et doté d'une bonne technique, il est appelé, en 2004, dans la sélection olympique de football de Serbie-et-Monténégro et participe aux JO d'Athènes. 
En 2007, il signe à l'OFK Belgrade dont il devient le capitaine.
En juin 2010, alors que son contrat arrive à son terme, il est annoncé dans plusieurs clubs européens,. Le 9 juin 2010, il s'engage finalement pour trois saisons avec le SM Caen. Le 11 septembre 2010, il joue son premier match de Ligue 1 contre l'AJ Auxerre. En trois saisons marquées d'innombrables blessures, il ne dispute que huit matchs toutes compétitions confondues,. Non conservé en fin de contrat, il quitte le club normand en 2013 pour repartir jouer dans son pays natal, la Serbie.

## Statistiques
| Saison         | Club         | Championnat | Championnat | Championnat | Coupe nationale | Coupe nationale | Coupe de la Ligue | Coupe de la Ligue | Compétition(s) continentale(s) | Compétition(s) continentale(s) | Compétition(s) continentale(s) | Total | Total |
| Saison         | Club         | Division    | M.          | B.          | M.              | B.              | M.                | B.                | Comp.                          | M.                             | B.                             | M.    | B.    |
| 2002-2003      | FK Vojvodina | SuperLiga   | 15          | 0           | -               | -               | -                 | -                 | -                              | -                              | -                              | 15    | 0     |
| 2003-2004      | FK Vojvodina | SuperLiga   | 27          | 1           | -               | -               | -                 | -                 | -                              | -                              | -                              | 27    | 1     |
| 2004-2005      | FK Vojvodina | SuperLiga   | 25          | 1           | -               | -               | -                 | -                 | -                              | -                              | -                              | 25    | 1     |
| 2005-déc. 2005 | FK Vojvodina | SuperLiga   | 3           | 0           | -               | -               | -                 | -                 | -                              | -                              | -                              | 3     | 0     |
| jan. 2006-2006 | ČSK Pivara   | SuperLiga   | 16          | 2           | -               | -               | -                 | -                 | -                              | -                              | -                              | 16    | 2     |
| 2006-2007      | ČSK Pivara   | SuperLiga   | 30          | 0           | -               | -               | -                 | -                 | -                              | -                              | -                              | 30    | 0     |
| 2007-2008      | OFK Belgrade | SuperLiga   | 21          | 0           | -               | -               | -                 | -                 | -                              | -                              | -                              | 21    | 0     |
| 2008-2009      | OFK Belgrade | SuperLiga   | 16          | 1           | -               | -               | -                 | -                 | Intertoto                      | 2                              | 0                              | 18    | 1     |
| 2009-2010      | OFK Belgrade | SuperLiga   | 16          | 0           | -               | -               | -                 | -                 | -                              | -                              | -                              | 16    | 0     |
| 2010-2011      | SM Caen      | Ligue 1     | 5           | 0           | 0               | 0               | 2                 | 0                 | -                              | -                              | -                              | 7     | 0     |
| 2011-2012      | SM Caen      | Ligue 1     | 0           | 0           | 0               | 0               | 1                 | 0                 | -                              | -                              | -                              | 1     | 0     |
| 2012-2013      | SM Caen      | Ligue 2     | 0           | 0           | 0               | 0               | 0                 | 0                 | -                              | -                              | -                              | 0     | 0     |